# Mac-on-Linux
Mac-On-Linux (acrónimo MOL), software para LinuxPPC (Linux funcionando sobre arquitectura PowerPC, usado principalmente en máquinas Apple Macintosh y Pegasos) que permite la ejecución de otros sistemas operativos (en especial Mac OS X) como si fuera una aplicación más, teniendo los dos sistemas operativos funcionando concurrentemente. Actualmente se está desarrollando MacOnMac, que pretende portar MacOnLinux para que se ejecute sobre  Mac OS X, aprovechando que todos ellos son tipos de Sistema Operativo Unix. Actualmente se encuentra en fase Alpha y solo sirve para ejecutar una máquina virtual en la que instalar Mac OS X de modo experimental, pero se espera que en el futuro se pueda realizar el efecto contrario de Mac On Linux, esto es, ejecutar una versión de Linux sobre Mac OS X como si de una aplicación más se tratara.      
Todo esto sólo es aplicable sobre máquinas PowerPC, ya que no se requiere emulación de plataforma. Para ejecutarlo sobre plataforma Intel, se precisa de un emulador PPC como puede ser PearPC.

## Desarrolladores
- Joseph Jezak - Desarrollador principal
- Nathan Smith - GUI de MOL

## Otros desarrolladores
- Samuel Rydh
- Benjamin Herrenschmidt
- Harry Eaton
- Ben Martz
- Ryan Nielsen
- Brad Midgley
- David Rydh
- Takashi Oe
- Raul Silva
- Charles McLachlan
- Fredrik Andersson
- Bill Fink
- Paul Mackerras

## Otras alternativas
- VMware, software propietario pero con versiones gratuitas.
- KVM
- Virtual PC
- VirtualBox de licencia GNU.
- Xen
- BOCHS de licencia GPL.
- Virtuozzo, software propietario
- Basilisk II